# Zabytki w Świdnicy
Świdnica z racji swej historii i rozwoju posiada wiele zabytków architektury sakralnej, mieszczańskiej jak i przemysłowej. Uniknięcie zniszczeń w czasie II wojny światowej pozwoliło zachować drugi co do wielkości (po Wrocławiu) zespół zabytkowej architektury. W latach PRL zaniedbana, od lat 90. jest ona sukcesywnie restaurowana, a zatwierdzony przez Zarząd Miasta plan rewitalizacji i rewaloryzacji starego miasta zakłada kompleksowe prace renowacyjne miejskiej starówki. Nocą wiele z kamienic na rynku, jak i niektóre obiekty starego miasta są iluminowane. Zabytki nadzoruje Wojewódzki Urząd Ochrony Zabytków z Delegaturą w Wałbrzychu.

## Zabytki wpisane do rejestru zabytków
Do wojewódzkiego rejestru zabytków nieruchomych wpisane są:
- ośrodek miasta historycznego
- Kościół (ob. katedra) pw. św. Stanisława i św. Wacława, pl. Kościelny 1, z l. 1330-1390, w l. 1893-5, wieża o wysokości 101,21 m, jedna z najwyższych w Europie i szósta pod względem wysokości wieża kościelna w Polsce
- zespół ewangelickiego „Kościoła Pokoju”, z XVII-XVIII w.:
  - kościół Pokoju ewangelicko-augsburski pod wezwaniem św. Trójcy, szachulcowy, z l. 1657-59 – zabytek wpisany na Listę Światowego Dziedzictwa UNESCO
  - dzwonnica
  - probostwo (prymariat), pl. Pokoju 1
  - cmentarz
  - dom przybramny, z drugiej poł. XVIII w./XIX w., pl. Pokoju 7
  - kolegium, z l. 1762-1764, pl. Pokoju 5, dec. → ul. Saperów 20
- dom zakonny elżbietanek, ul. Przyjaźni 2, z XVI w., XVII w., 1783 r.
  - kaplica, z l. 1890-92
- zespół klasztorny kapucynów, obecnie Zbór Zielonoświątkowców, ul. Zamkowa 6, z 1682 r., 1815 r.
  - kościół pw. św. Antoniego obecnie kościół Zielonoświątkowców
  - klasztor
- zespół klasztorny krzyżowców, ul. Westerplatte 4-6, z XVII-XIX w.:
  - kościół rzym.-kat. pw. św. Krzyża
  - komandoria, ob. dom parafialny
- zespół klasztorny urszulanek, ul. Kotlarska 17-21, z XVIII w.-XIX w.:
  - kościół. ob. rzym.-kat. par. pw. św. Józefa Oblubieńca NMP
  - klasztor, ob. plebania
- kolegium jezuickie, ob. plebania, pl. Kościelny 1 / Spółdzielcza 6, z l. 1664-8,
- kaplica św. Barbary, ob. NOT, z XV-XIX w., ul. Składowa
- basteja Bramy Strzegomskiej
- kaplice grobowe na d. cmentarzu ewangelickim, ob. komunalnym, ul. Cmentarna:
  - kaplica rodziny v. Jaensch, z drugiej poł. XIX w.
  - kaplica rodziny v. Runge, z poł. XIX w.
- park miejski „Młodzieżowy”, z drugiej poł. XIX w.
- altana, z końca XIX w.
- mury obronne, z XIV w., fortyfikacje średniowieczne i pozostałości twierdzy Fryderyka Wielkiego, m.in. Flesza Nowomłyńska, kaponiery i kazamaty bramne oraz kazamata wału głównego z Muzeum Broni
- ratusz, ob. Muzeum Dawnego Kupiectwa i blok śród rynkowy z Salą Rajców, Rynek, z poł. XIV w., w l.: 1548, 1716
- domy, ul. Długa 1, 5, 23, 37, 45 z XVI-XIX w., l. 1890-95
- d. kuria opatów lubiąskich, ul. Franciszkańska 18, XVIII w.
- domy, ul. Grodzka (d. Świerczewskiego) 1, 3, 5, 8, 10, 12, 14, 16, 18, 19, 20, z XIX w. -XX w.
- d. hotel, ul. Jagiellońska 3-7, z 1906 r.
- kamienica, ul. Jagiellońska 15
- dom, ul. Kolejowa 21, z XIX w./XX w.
- kamienica, ul. Komunardów 4, z l. 1870-80
- kamienica, ul. Konopnickiej 4, z końca XIX w.
- dom, ul. Kościelna 5, 9, z XVIII w.
- dom, ul. Kotlarska 7, z XVIII w.
- magazyn (z pozostałościami arsenału z XV i kościoła z XVII), ul. Kotlarska 16, z drugiej poł. XVIII w., 1880 r.
- dom, ul. Kotlarska 17, 18, 20, z XVIII w.
- willa, ul. Łukasińskiego 26, z pocz. XX w.
- domy, ul. Łukowa 1, 2, 2a, 4, 6, 8, 12, z XIV-XIX w.
- domy, ul. Pułaskiego 2, 7, 8, 12, 13, 14 15, 16, 17, 19, 23, 24, 25, 28, 36, 38, 40, 51, z XV-XIX w.
- kamienice mieszczańskie w Rynku:
  - domy, Rynek 1, 2, 3, 4, 5, 6,7, 8, 13, 15, 16, 17, 19, 20, 21, 23, 23 a, 24, 25, 26, 27, 28, 29, 31, 32, 33, 34, 35, 36, 41, 42, z XV-XIX w. w.
- dom, ul. Saperów 20, z drugiej poł. XVIII w.
- willa, ul. Sikorskiego 1, z końca XIX w.
- konwikt jezuicki, ob. dom handlowy, ul. Spółdzielcza 14, z końca XVII w., pocz. XX w.
- dom, ul. Środkowa 1, z XV/XVI-XVIII w.-XIX w.
- dom, ul. Świętokrzyska 2 (d. Rynek 23 b), z XVI w., XVIII w.
- dom, ob. bank, ul. Tołstoja 2, z końca XIX w.
- kamienica, ul. Trybunalska 7, 9, z XIX w.
- willa, ul. Westerplatte 29, z 1882 r.
- d. fabryka liczników elektrycznych, ul. Łukasińskiego 26, z pocz. XX w., trzy hale z łącznikiem
- wodociągowa wieża ciśnień, ul. Nauczycielska 3, z 1870 r., 1903 r.

## Obiekty historyczne
- cmentarz żydowski
- zespół barokowych rzeźb w Rynku

## Kościoły
Najważniejszym zabytkiem Świdnicy jest wpisany na Listę dziedzictwa światowego kościół Pokoju. W Świdnicy mieści się też jedna z najwyższych w Europie i trzecia pod względem wysokości wieża w Polsce – wieża katedry św. Stanisława i św. Wacława mierząca aż 103 m. Ponadto w mieście mieści się kilka zabytkowych kościołów z różnych okresów architektonicznych. Oprócz zabytkowych kościołów w Świdnicy znajdują się nowoczesne świątynie oddane do użytku kilka bądź kilkanaście lat temu.

### Kościół św. Trójcy (tzw. Kościół Pokoju)

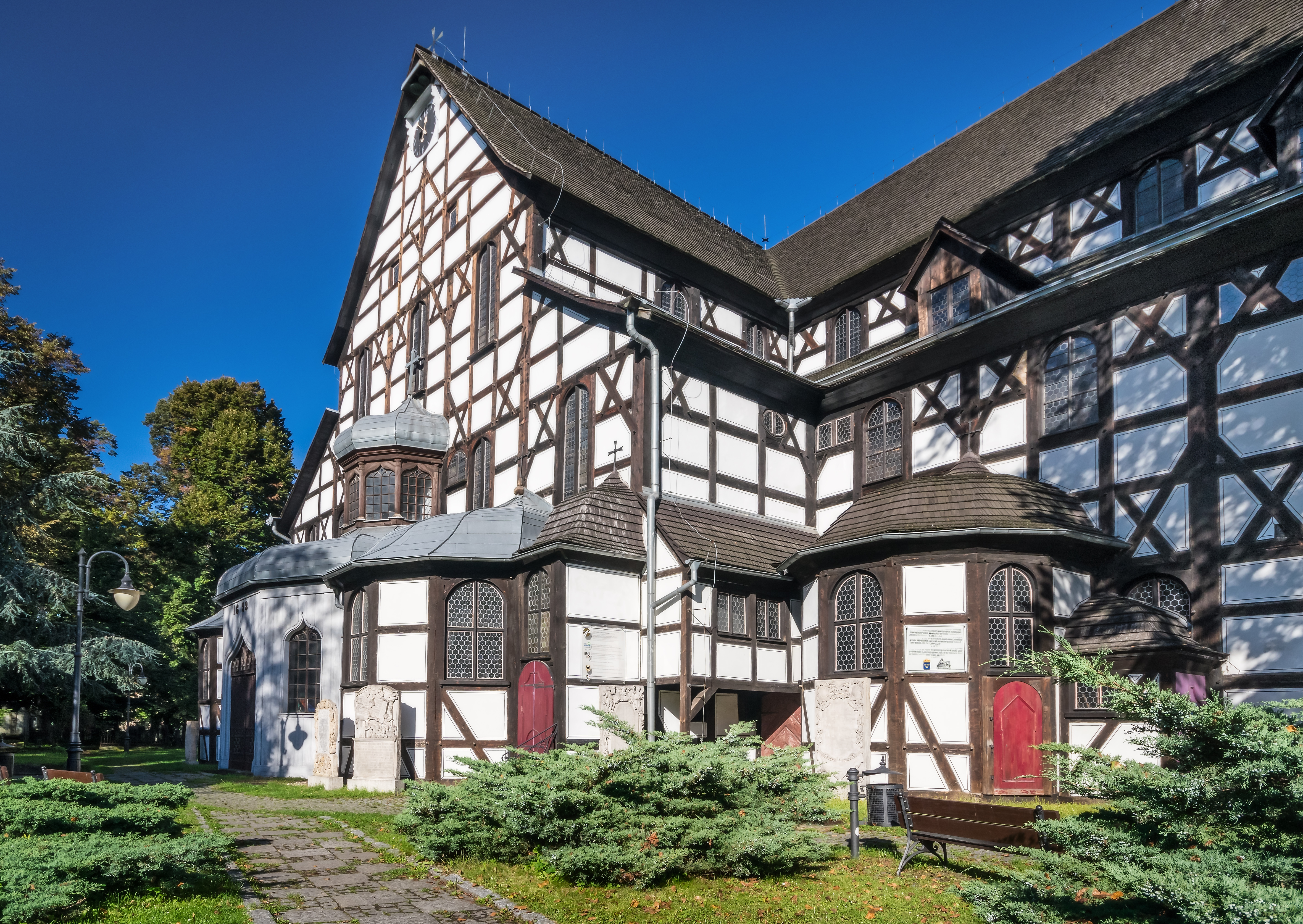
Kościół Pokoju w Świdnicy

Kościół Pokoju pw. Trójcy Świętej w Świdnicy jest zabytkowym budynkiem sakralnym wybudowanym na mocy porozumień traktatu westfalskiego zawartego w 1648 i kończącego wojnę trzydziestoletnią. Należy do świdnickiej parafii Kościoła Ewangelicko-Augsburskiego w Polsce. Świdnicki Kościół Pokoju jest ostatnim z trzech Kościołów pokoju po obiektach w Głogowie i Jaworze, pod którego kamień węgielny położono 23 sierpnia 1656. Autorem projektu był wrocławski mistrz budowlany Albrecht von Saebisch. W 2001 Kościół Pokoju w Świdnicy został wpisany na listę światowego dziedzictwa UNESCO. Stanowi symbol pojednania polsko-niemieckiego – nie tylko ze względu na nazwę, ale też na wspólną wizytę w świdnickim kościele w 1989 premiera Polski Tadeusza Mazowieckiego i kanclerza Niemiec Helmuta Kohla, kiedy obaj politycy modlili się tu
o pokój i pojednanie.

### Katedra św. Wacława i Stanisława

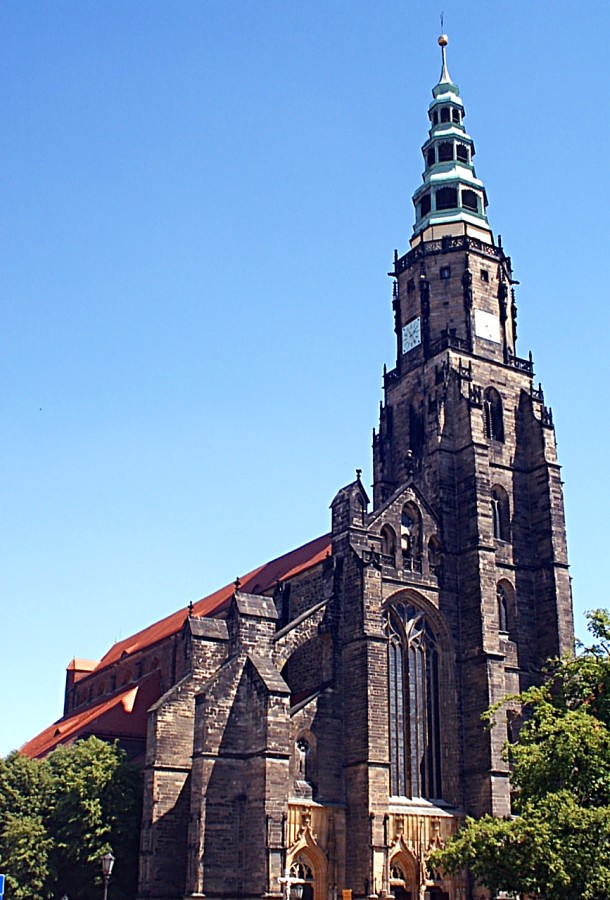
Katedra świdnicka

Katedra świdnicka jest to stary gotycki kościół, jeden z głównych zabytków Świdnicy.
Konsekrowany z bazyliki na katedrę 25 marca 2004, wraz ze święceniami pierwszego biskupa świdnickiego – Ignacego Deca. Jest to największy kościół na terenie Dolnego Śląska. Witraż Kościoła jest także największy na terenie tego rejonu, zaś wieża mierzy 101,21 m i jest szóstą co do wysokości  wieżą kościelną w Polsce.

### Kościół św. Krzyża
Kościół Świętego Krzyża w Świdnicy mieści się przy ul. Westerplatte. Kościół wraz z przyległościami tworzy zespół poklasztorny Krzyżowców z Czerwoną Gwiazdą. Zespół składa się ze wspomnianego kościoła oraz komandorii Krzyżowców. Historia kościoła sięga roku 1267 kiedy to wzniesiono szpital św. Michała wraz z przyległym kościołem. Oba obiekty te zostały przejęte przez Krzyżowców w 1283 roku. Nieco krótszą historię ma komandoria. Powstała w roku 1340. W XIX wieku kościół zaadaptowano na mieszkania, dzięki czemu stracił swą pierwotną funkcję. Funkcje religijne odzyskał w II połowie XIX. W okresie powojennym zabytek doczekał się dwóch renowacji w latach 1965-1968 oraz w latach 1983-1984.

### Kościół św. Józefa
Kościół św. Józefa mieści się w zespole klasztornym Urszulanek, który jest opisany poniżej.

### Cerkiew św. Mikołaja Cudotwórcy
Powstała ona z dawnej kaplicy cmentarnej, która została przebudowana i wyświęcona na cerkiew prawosławną. Cerkiew ma charakter krzyża nakrytego ośmioboczną kopułą. Wewnątrz na uwagę zasługuje ikonostas pochodzący z lat 70. XX wieku. Cerkiew mieści się przy ul. Waleriana Łukasińskiego 49 na terenie cmentarza komunalnego. Świątynia parafialna.

### Kościół św. Andrzeja Boboli
Kościół parafialny umieszczony jest w gmachu należącym ongiś do tzw. „Fundacji Kessla”. Testamentem z 11 grudnia 1896 roku zapisał swój majątek miastu Świdnica.
Fundacja przetrwała nominalnie do końca drugiej wojny światowej. Zmieniła jednak charakter zamierzony przez założyciela. W październiku 1942 roku przemianowano szkołę ludową na eksperymentalną, pierwszą na Dolnym Śląsku tzw. Średnią szkołę internatową. W niej miano kształcić szczególnie sieroty wojenne oraz dzieci urzędników oddelegowanych na tereny zajęte przez III Rzeszę na wschodzie. Pierwszeństwo przyjęcia miały mieć dzieci członków partii hitlerowskiej i żołnierzy Wermachtu. Przyjmowane miały być także dzieci Niemców żyjących za granicą.
Po zakończeniu drugiej wojny światowej teren Fundacji Kessela (wraz z budynkami) został zajęty przez armię czerwoną i był niedostępny dla polskiej ludności w Świdnicy.
Po opuszczeniu Świdnicy przez wojska radzieckie, co nastąpiło jesienią 1991 r., ks. proboszcz Stanisław Pasyk podjął starania o przydzielenie parafii św. Józefa budynku z wieżą zegarową, w którym za czasów Fundacji była sala gimnastyczna. Starania zostały uwieńczone powodzeniem i przystąpiono do przystosowywania pomieszczeń na potrzeby sakralne. Większość prac wykonano w czynie społecznym i w 1995 r. przyszła świątynia była prowizorycznie gotowa. Stała się ona kościołem parafialnym na podstawie dekretu ks. kardynała Henryka Gulbinowicza z 12 czerwca 1995 r., który erygował nową świdnicką parafię wydzieloną z parafii św. Józefa. Nowemu kościołowi nadano wezwanie św. Andrzeja Boboli, męczennika i patrona Polski.

## Kamienice
W Świdnicy zachowało się wiele zabytkowych domów, głównie w Rynku i przylegających do niego ulicach, które mimo wojny przetrwały. Dzisiejszy stan niektórych z nich jest zły, jednak ma się to w przyszłości zmienić. Przyjęty plan rewitalizacji starego miasta obejmuje rewaloryzację starej, zabytkowej części Świdnicy, a więc i tych wiekowych już kamieniczek.
Zabytkowe kamieniczki są zlokalizowane głównie w obrębie Rynku (domy nr 1, 6, 7, 8, 10, 14, 15, 23a, 25, 27, 33, 34, 35, 44, 46) jak i przy sąsiednich ulicach, m.in. ul. Grodzkiej, Łukowej czy Długiej.

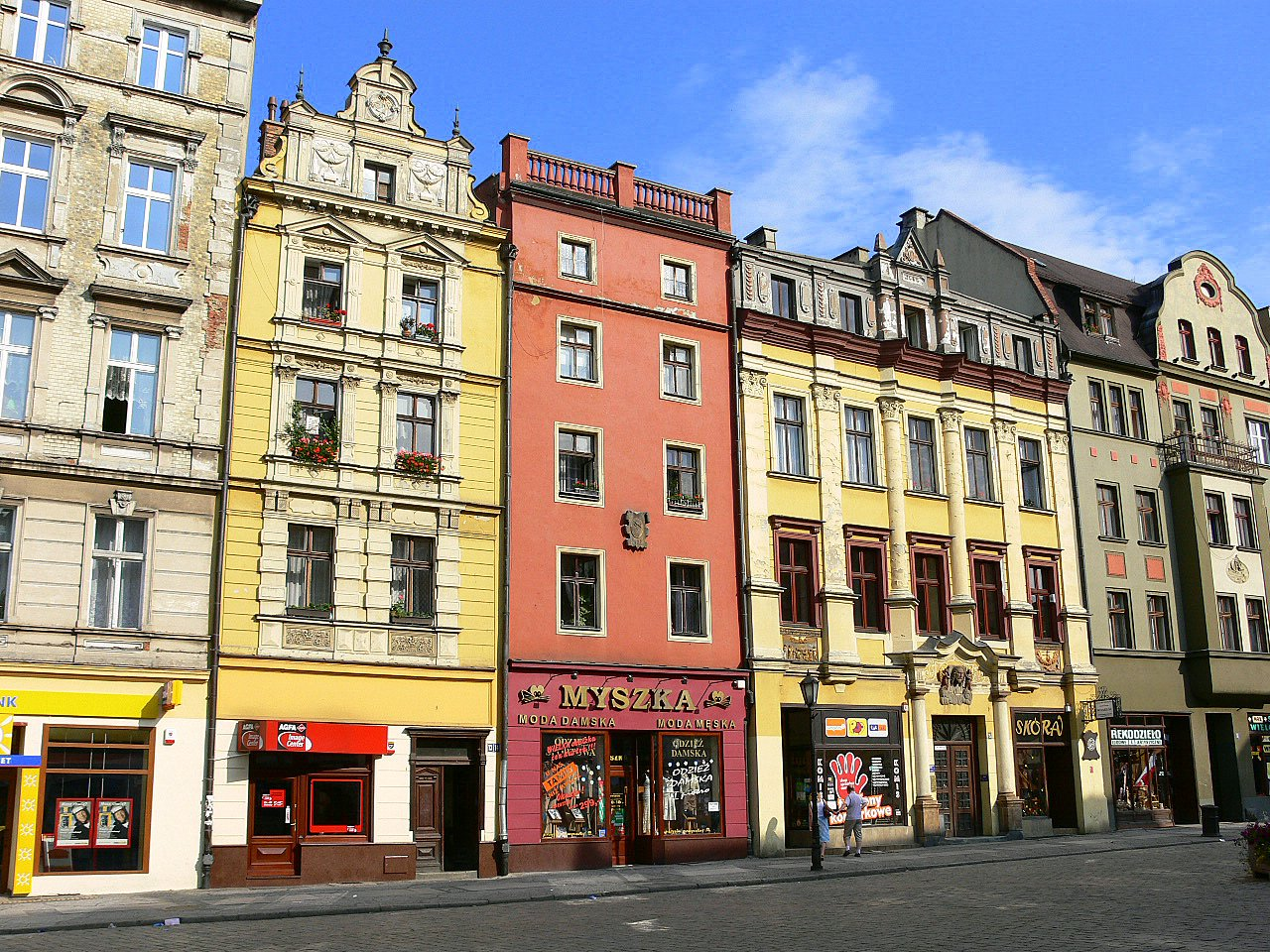
Rynek w Świdnicy
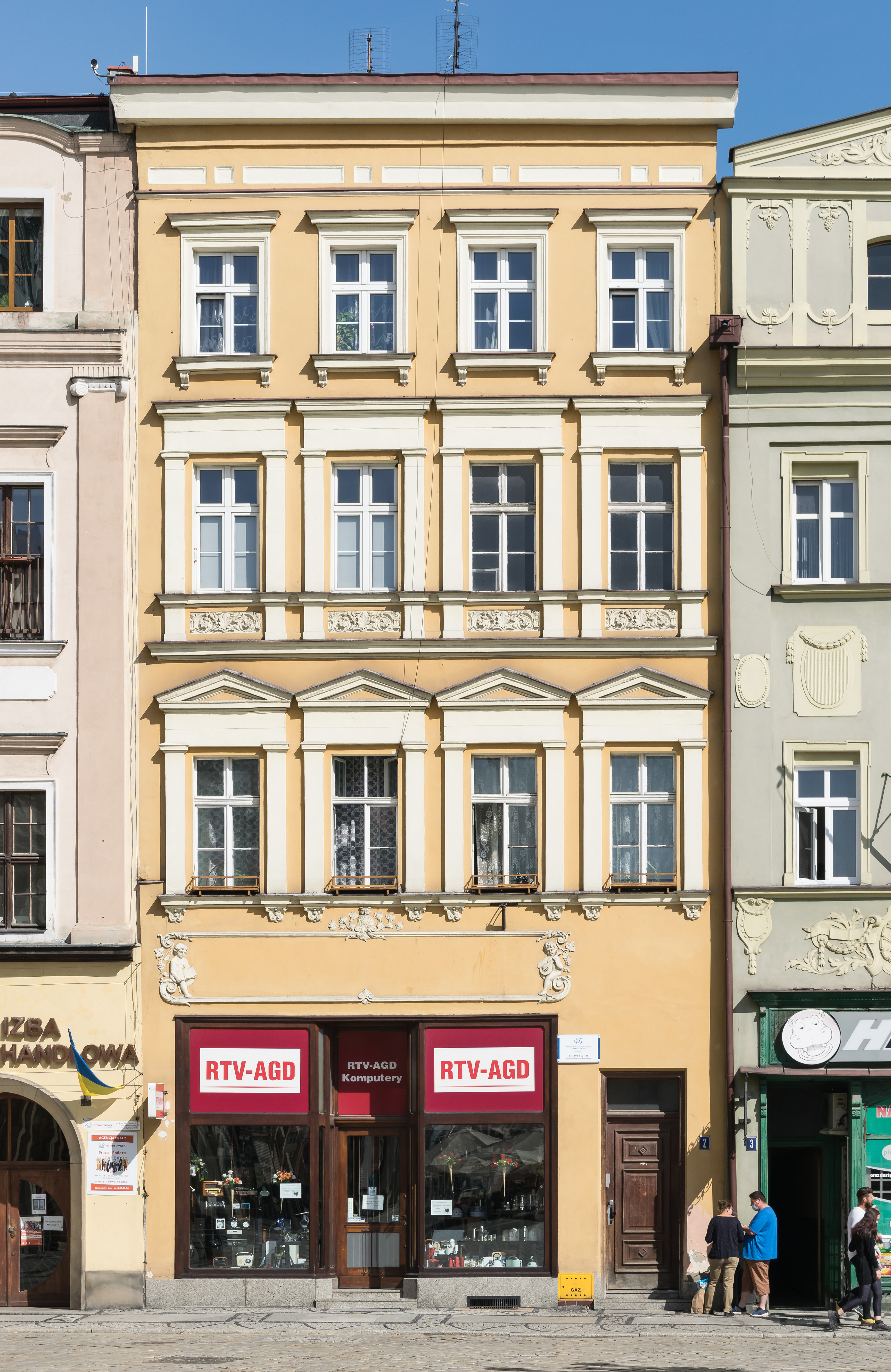
Rynek 2
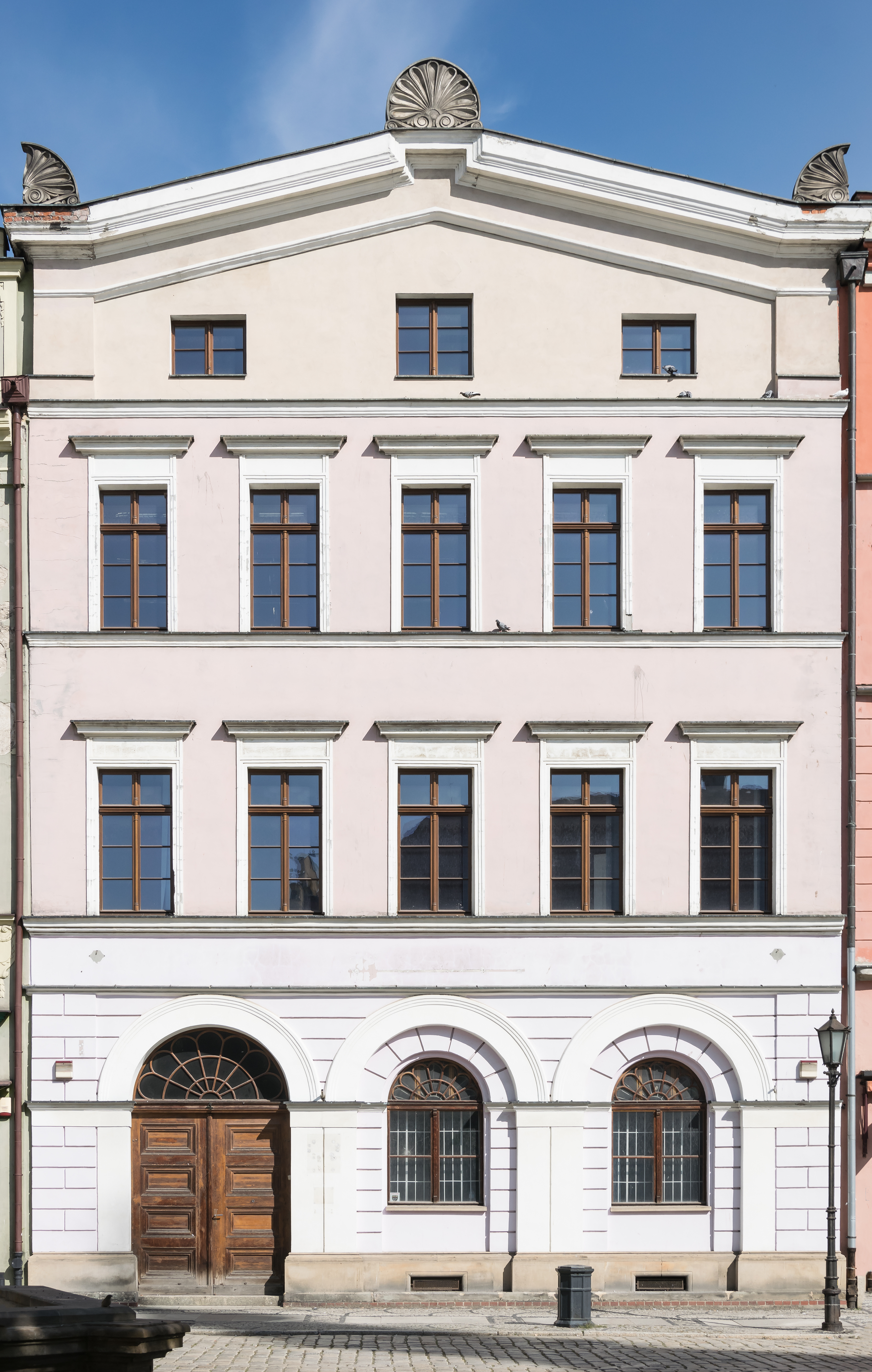
Rynek 4
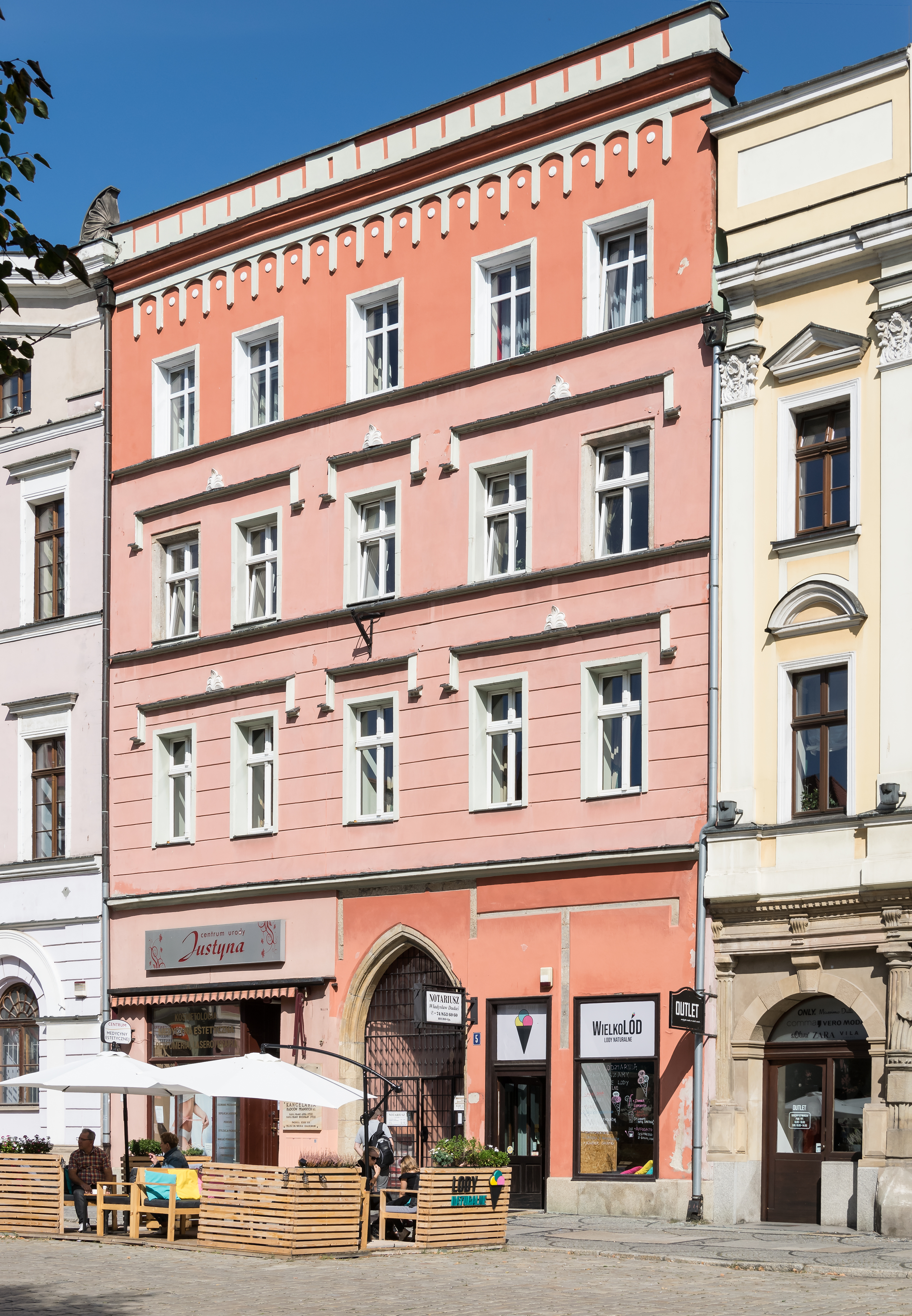
Rynek 5
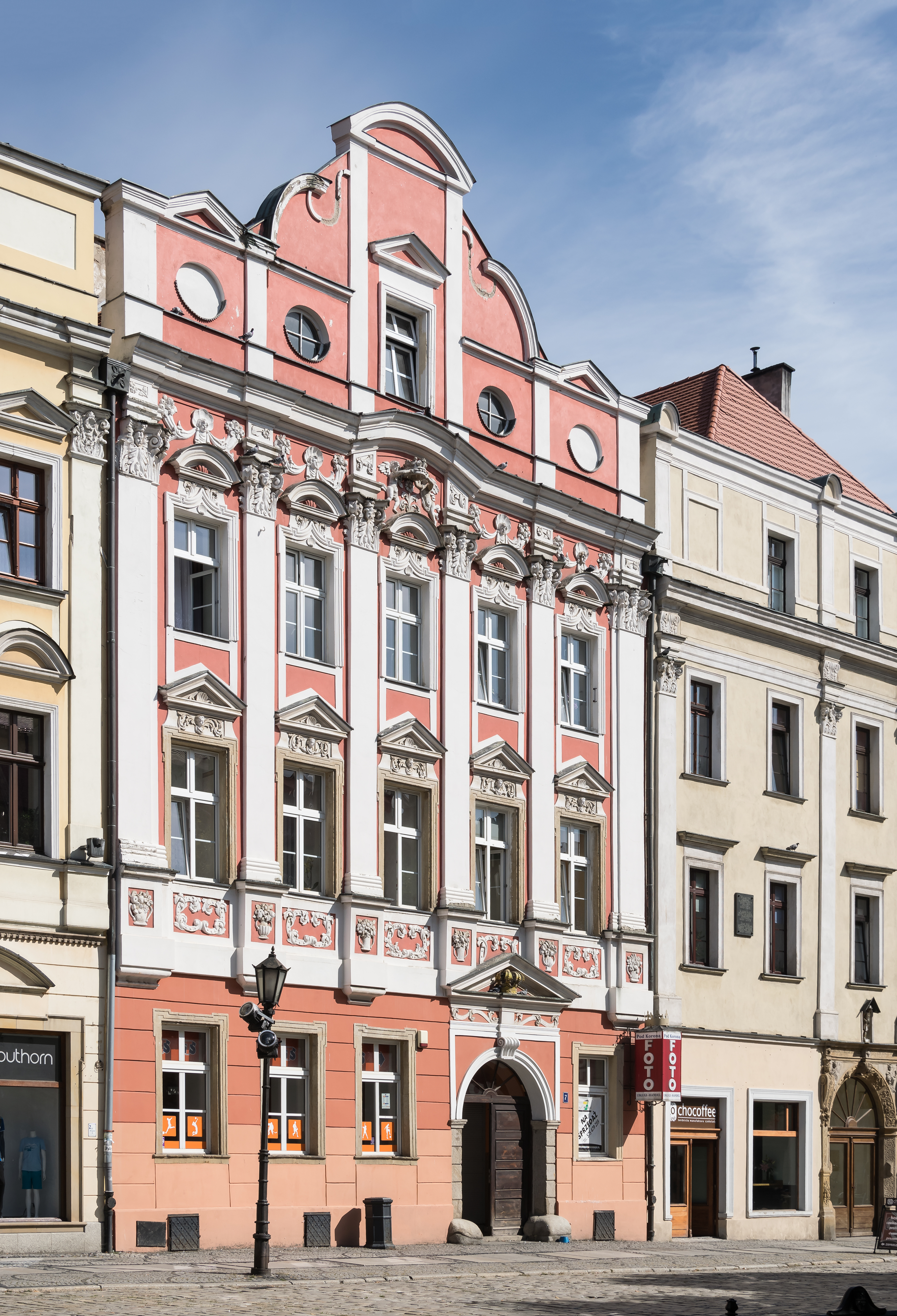
Rynek 7
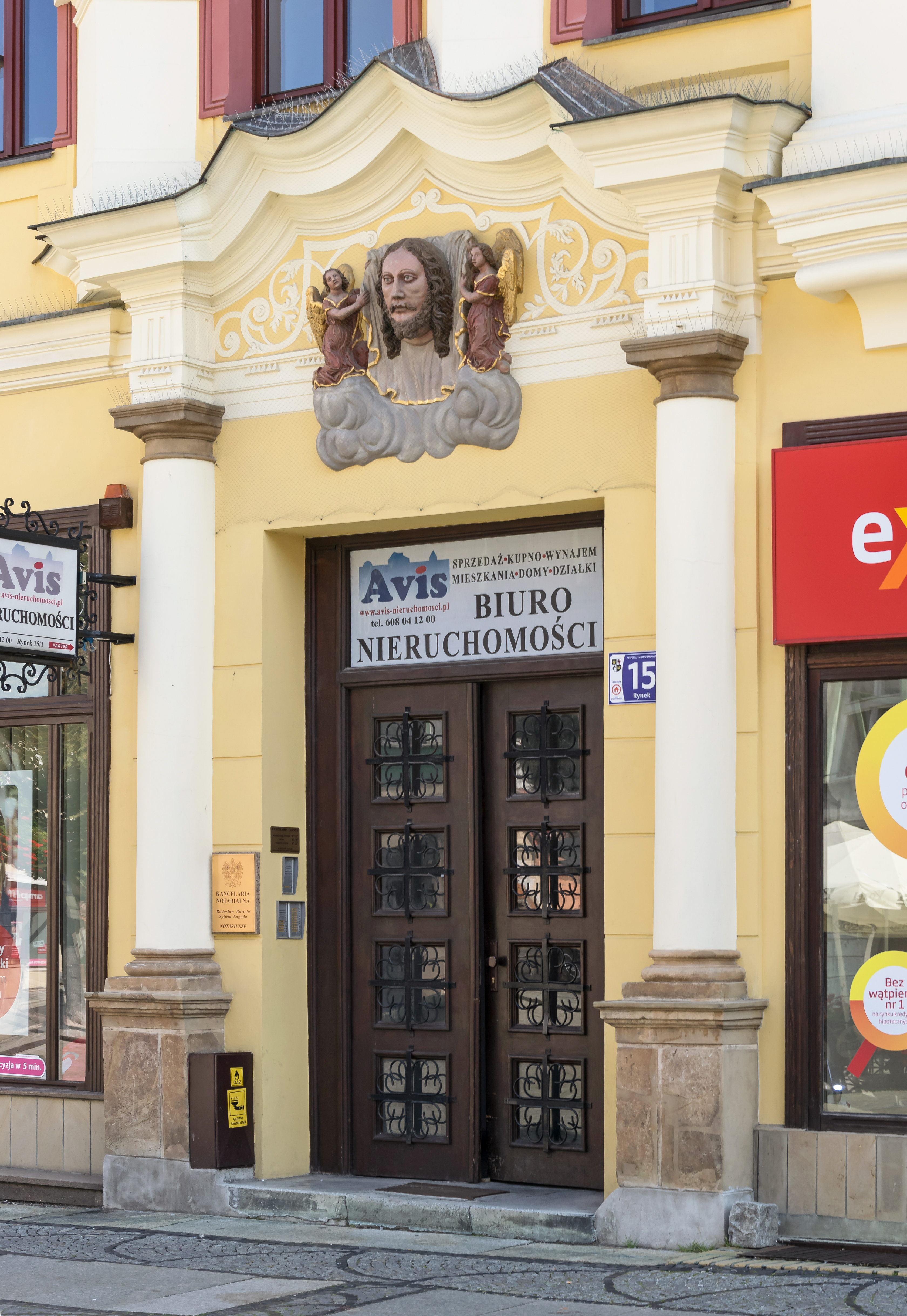
Rynek 15
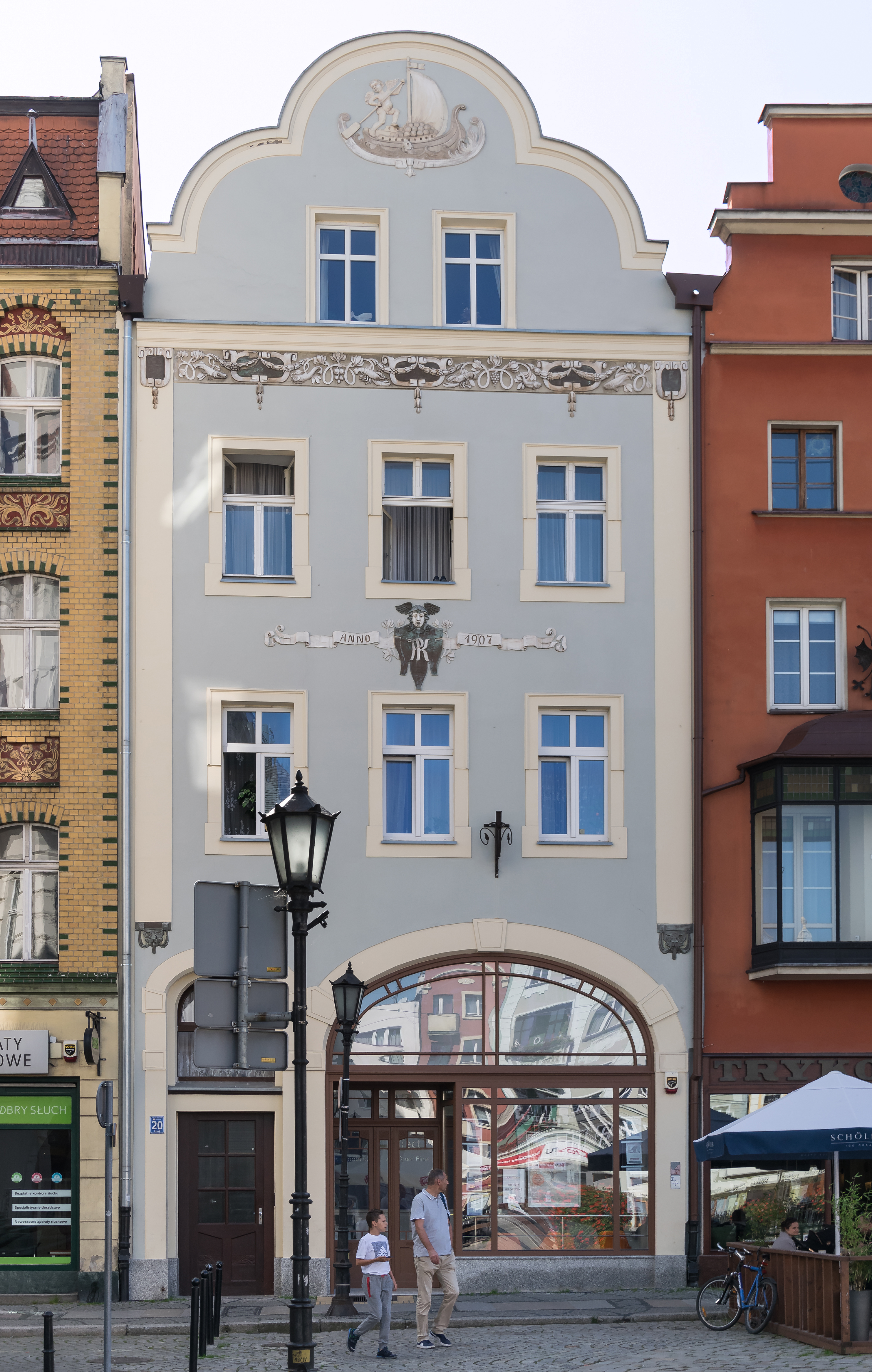
Rynek 20
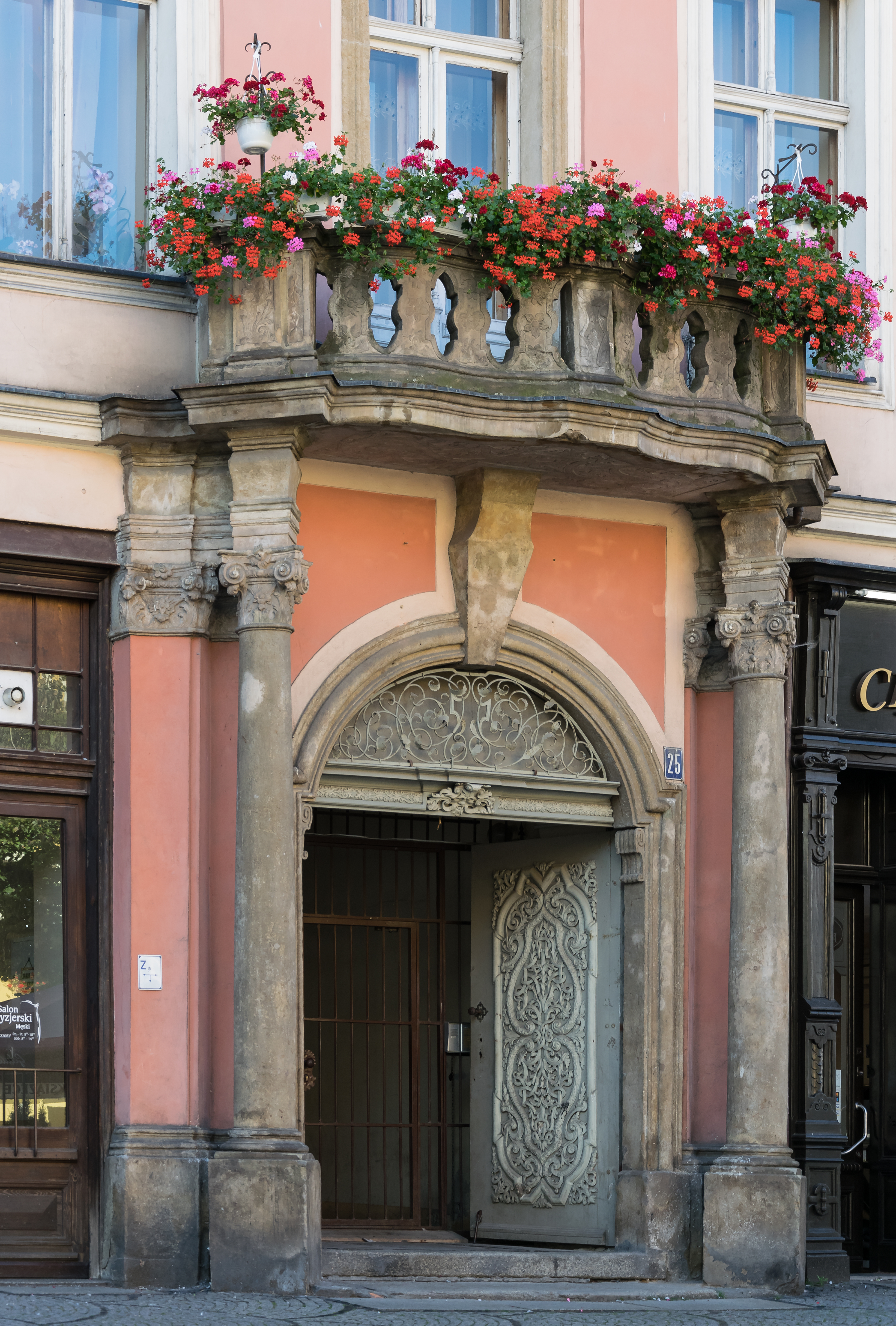
Rynek 25
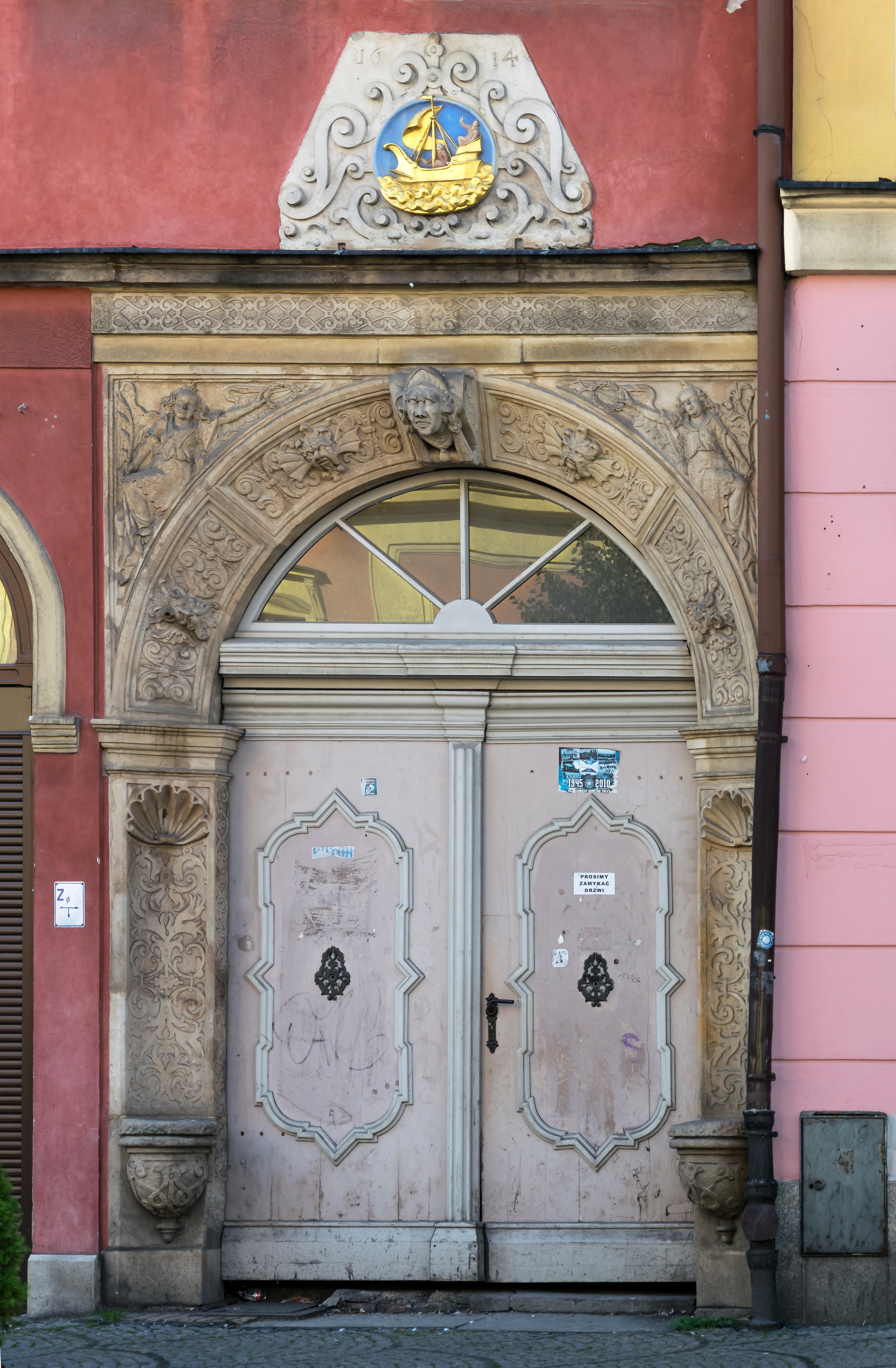
Rynek 26
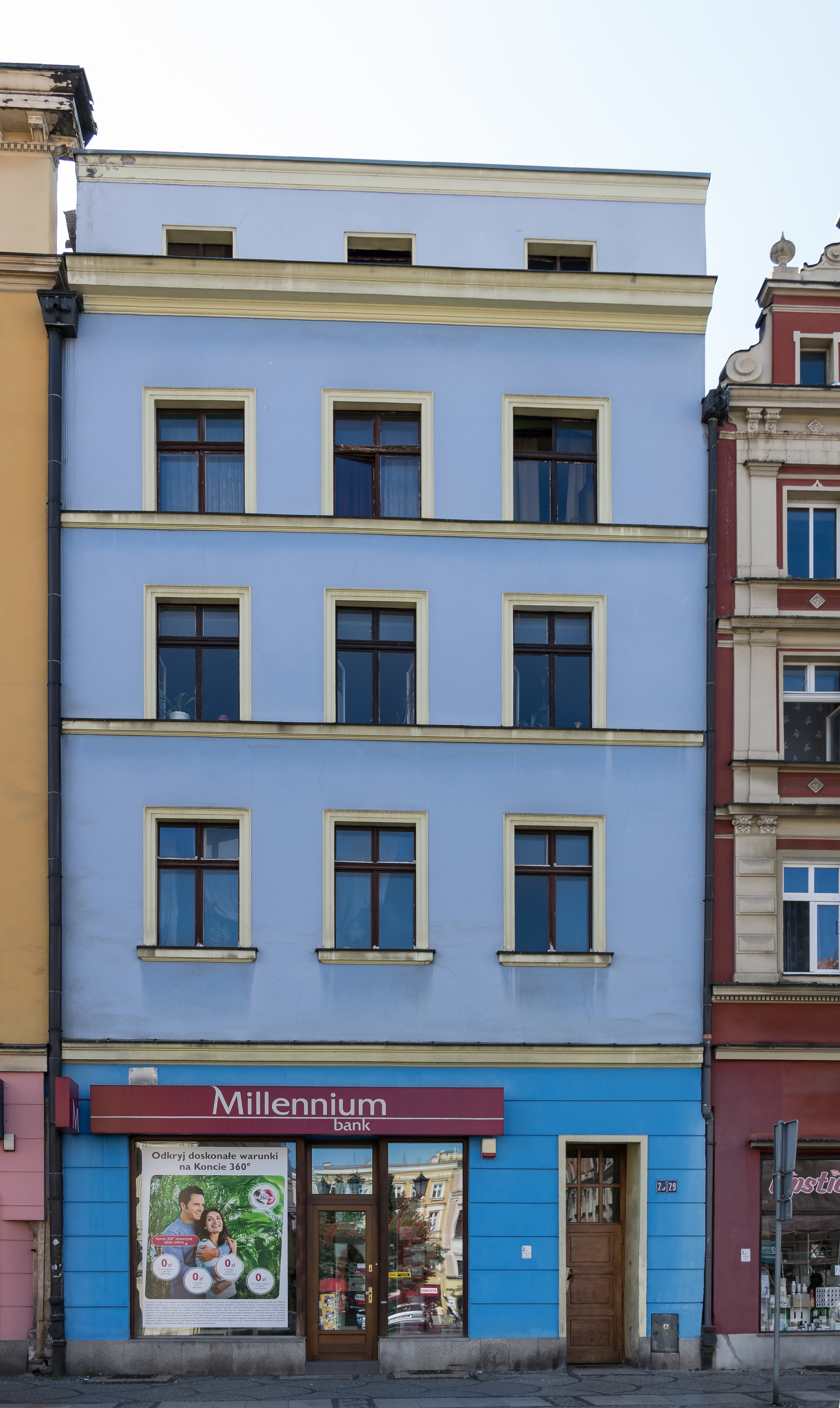
Rynek 28
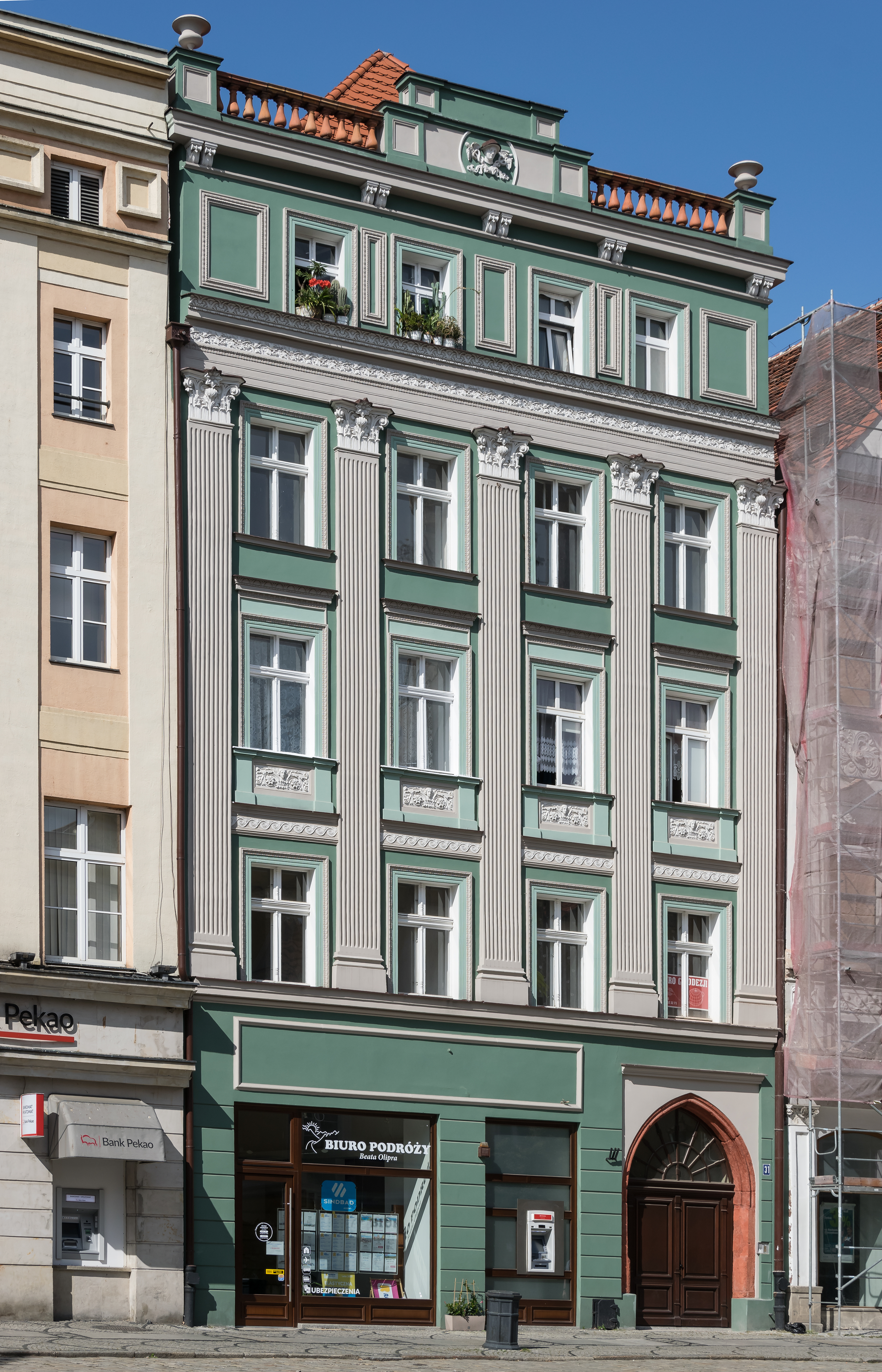
Rynek 31
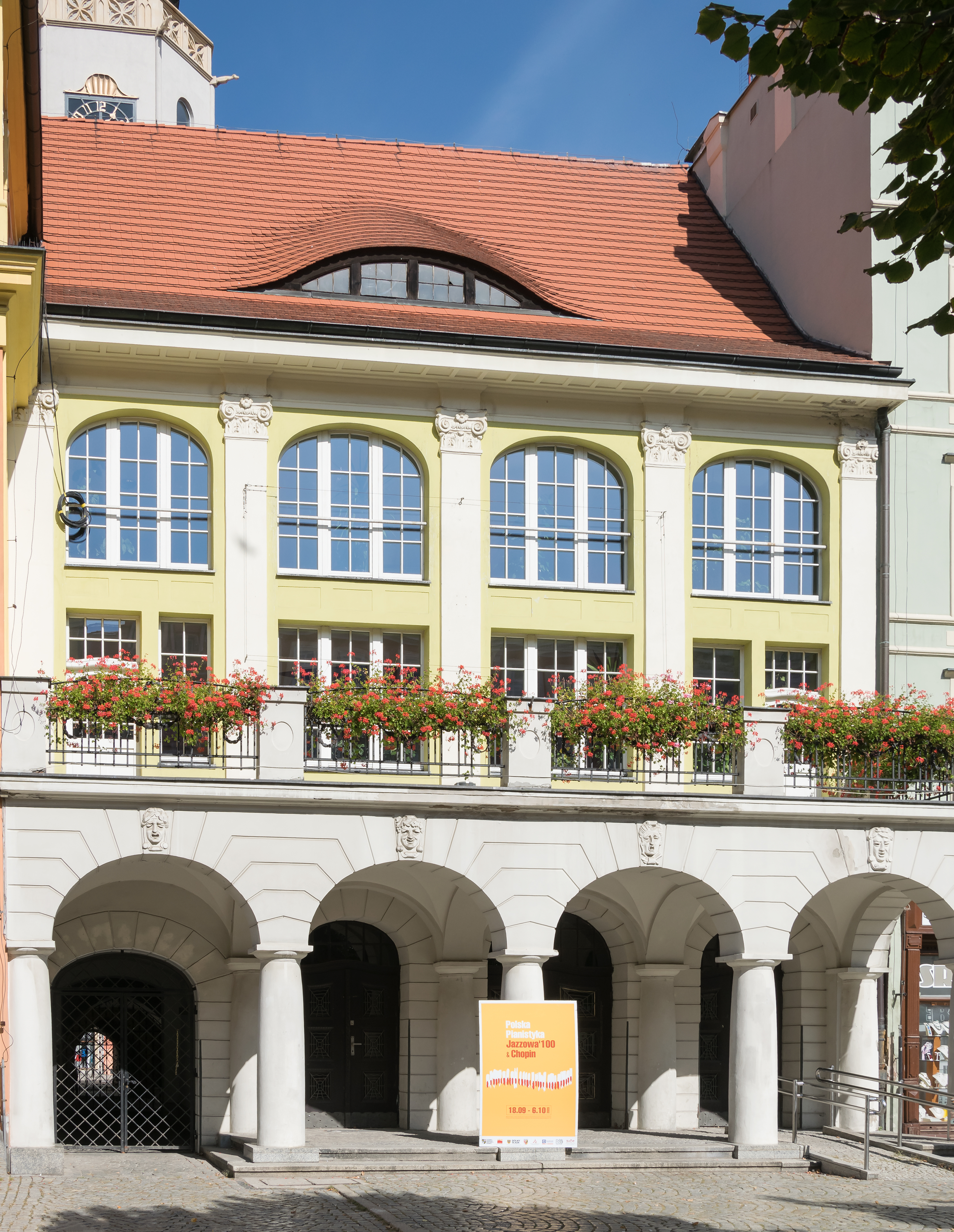
Rynek 43

## Budynki użyteczności publicznej
Świdnica pełniła w swej historii różne funkcje, była miastem ważnym zarówno pod względem gospodarczym, jak i administracyjnym. Efektem tych zawirowań historycznych są zabytkowe gmachy użyteczności publicznej które dzisiaj dumnie prezentują się na miejskich ulicach i placach, pełniąc niekiedy tę samą funkcję co kiedyś.

### Ratusz Miejski
Pierwotny budynek ratusza, wybudowany w stylu gotyku był budowlą dwupiętrową. Powstał on w wyniku przebudowy domu kupieckiego pochodzącego z 1291 roku, przeprowadzonej w latach 1329-1336. Wieża nowego ratusza spłonęła w pożarze miasta w 1393 roku. Odbudowaną i odrestaurowaną wieże jak i cały ratusz strawił kolejny wielki pożar 9 maja 1528 roku. Wieżę i ratusz odbudowano pieczołowicie w latach 1548-1555. Wieża ratusza przetrwała I wojnę światową oraz II wojnę światową w dobrym stanie. 5 stycznia 1967 roku o godzinie 15.16 wieża świdnickiego ratusza runęła w wyniku nieudolnie przeprowadzanego remontu samej wieży oraz rozbiórki sąsiednich budynków.

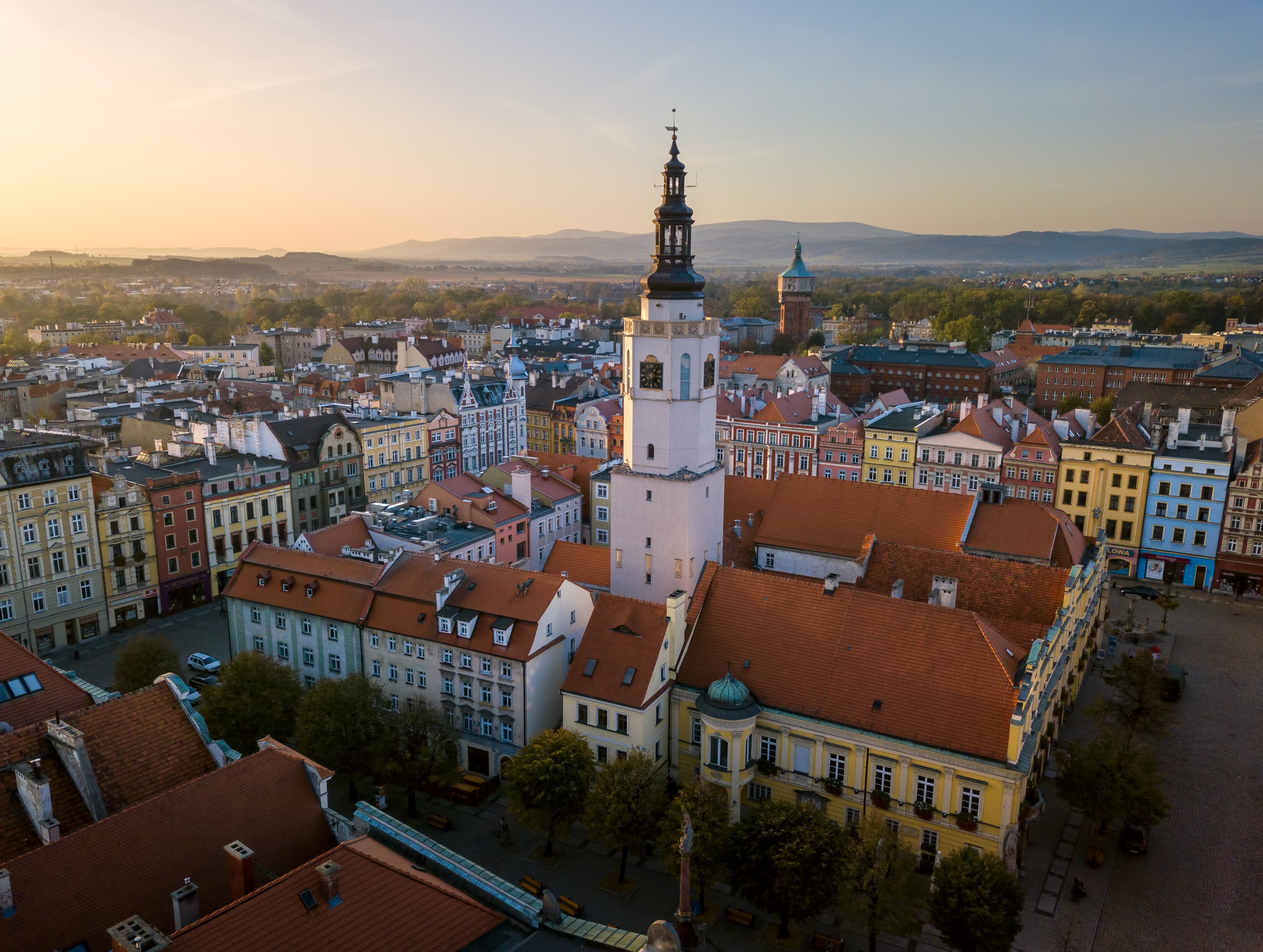
Odbudowana wieża ratuszowa

### Budynek Gimnazjum
Gimnazjum zostało wybudowane w latach 1852-1854 na fundamentach zniszczonego kościoła i klasztoru Franciszkanów. Obiekty te powstały już w XIII wieku. Pochowana w nim była księżna Agnieszka, ostatnia władczyni księstwa Świdnicko-Jaworskiego.

### Budynek Teatru Miejskiego
Budynek ten mieści się przy ul. Rynek 45. Został wybudowany w roku 1822. Poważnej przebudowie uległ w roku 1882 oraz w latach 60. XX wieku. Obecnie mieści się tutaj sala teatralno-widowiskowa Świdnickiego Ośrodka Kultury.

### Budynek Poczty Głównej
Budynek Poczty Głównej – mieści się niedaleko dworca Świdnica Miasto przy pl. Grunwaldzkim 1. Został wybudowany w 1876 roku, a w 1907 uległ znacznej przebudowie. Obecnie mieści się w nim Urząd Pocztowy Świdnica 1.

### Gmach Sądu Okręgowego
Mieści się on w centralnej części miasta na placu Grunwaldzkim. Został wybudowany w roku 1885 na fundamentach rozebranego wcześniej (1879) klasztoru Dominikanów. Dawniej mieścił się tu Sąd Wojewódzki w Wałbrzychu z siedzibą w Świdnicy
Wewnątrz budynku nakręcono kilka scen głośnego filmu „Komornik” (reż. Feliks Falk).

### Gmach Banku Zachodniego WBK
Gmach Banku Zachodniego WBK – znajduje się przy pl. 1000-lecia 1. Został wybudowany w roku 1903 na miejscu dawnego kościoła św. Mikołaja który został wyburzony w XVIII wieku. W miejscu tym znajdował się też cmentarz założony podczas epidemii zarazy dziesiątkującej miasto w 1360 roku.

### Dawne Muzeum miejskie
Dawne Muzeum miejskie – mieści się przy ul. Muzealnej 4. Wybudowane w roku 1892 jako willa prywatna znanego wiertnika świdnickiego inż. Morisa. Obecnie nic nie znajduje się w tym budynku, który intensywnie niszczeje.

## Zabytki architektury kolejowej
Świdnica leży na uboczu szlaków kolejowych, jednak świdnickie dworce należą do obiektów zabytkowych.
- Dworzec PKP Świdnica Miasto
- Dworzec PKP Świdnica Przedmieście
- Dworzec PKP Świdnica Kraszowice

## Zabytki architektury przemysłowej
Miasto przez lata było dużym ośrodkiem przemysłowym i gospodarczym. Pozostałością po okresie uprzemysłowienia jest kilkanaście zabytków techniki i architektury przemysłowej.

### Dawny spichlerz
Dawny spichlerz mieści się przy ul. Kotlarskiej 16. Wcześniej znajdował się tutaj kościół Bożego Ciała. Kościół, ten został przerobiony z dawnej synagogi stojącej tu od 1380 roku najprawdopodobniej w roku 1453. Obecny budynek powstał po spaleniu kościoła w 1757 roku.

### Młyn zbożowy
Młyn zbożowy mieści się przy ul. Garbarskiej. Należał on do szpitala Krzyżowców, jest to najstarszy młyn w mieście, powstał już w 1283 roku. Istnieje tutaj zabytkowa elewacja z kartuszem z lwami, koroną, herbami cechowymi oraz wstęgą z wyrytymi datami 1568, 1843, 1908.

### Wieża ciśnień
Wieża ciśnień mieści się przy ul. Nauczycielskiej 3. Wybudowana w roku 1877 w wyniku wyeksploatowania starej wieży ciśnień przy pl. Ludowym. W latach 1902–1903 została przebudowana i podwyższona o jedno piętro. Na jej szczycie umieszczono zbiornik o pojemności 500 m³.

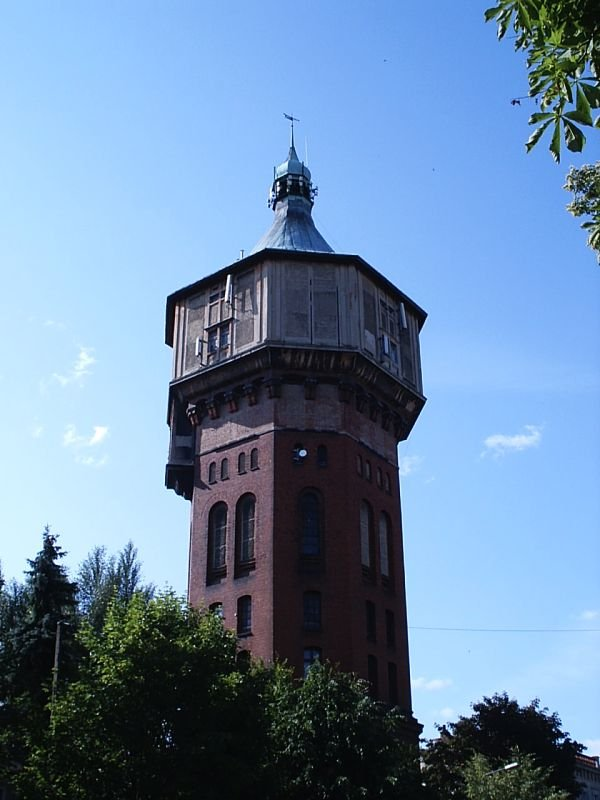
Wieża Ciśnień

### Zabytki techniki
Zabytki techniki – należą tutaj pozostałości 10 młynów wodnych m.in. Przy ul. Kraszowickiej, Pionierów, Wrocławskiej, Komunalnej, Częstochowskiej. Należą też tutaj świdnickie mosty i wiadukty kolejowe oraz drogowe które głównie pochodzą z przełomu wieków XIX i XX.

## Zabytki architektury obronnej

### Mury obronne
Świdnickie mury obronne były budowane od początku XIII wieku. Po ukończeniu w 1623 roku, stanowiły one potrójny pierścień obronny z 7 bramami oraz ponad 70 basztami i wieżami. W całości nie przetrwały długo, gdyż poważnie zostały uszkodzone podczas wojny trzydziestoletniej. Następnie w wyniku przebudowy Świdnicy i awansowania jej do rangi twierdzy w latach 1743-1753, zostały one częściowo zniesione.

### Pozostałości zamku świdnickiego
Między ulicami Zamkową a Muzealną podczas przeprowadzanych prac archeologicznych natrafiono na pozostałości zespołu zamkowego pochodzącego najprawdopodobniej ze średniowiecza. Odkryto resztki ścian, murów, okien oraz bruków.

## Zabytki architektury sakralnej
Wiele z obiektów kościelnych, niegdyś używanych przez duchownych, dziś pełni zupełnie inne funkcje. Wśród nich znajdują się także obiekty zabytkowe.

### Zespół zabudowań dawnego kościoła św. Barbary orazBasztaStrzegomska
Zespół kościoła wraz z basztą strzegomską mieści się przy ul. Basztowej 2. Jest to dawna kaplica połączona z basteją Bramy Strzegomskiej z 1750 roku. Kaplica jest ostatnią z siedmiu kaplic, które stały przy każdej z bram miasta. W historii kościół był zbrojownią (1818) i magazynem. Krótko po wojnie kościół stanowił magazyn z meblami. Po renowacji swe miejsce znalazł tutaj Dom Technika.

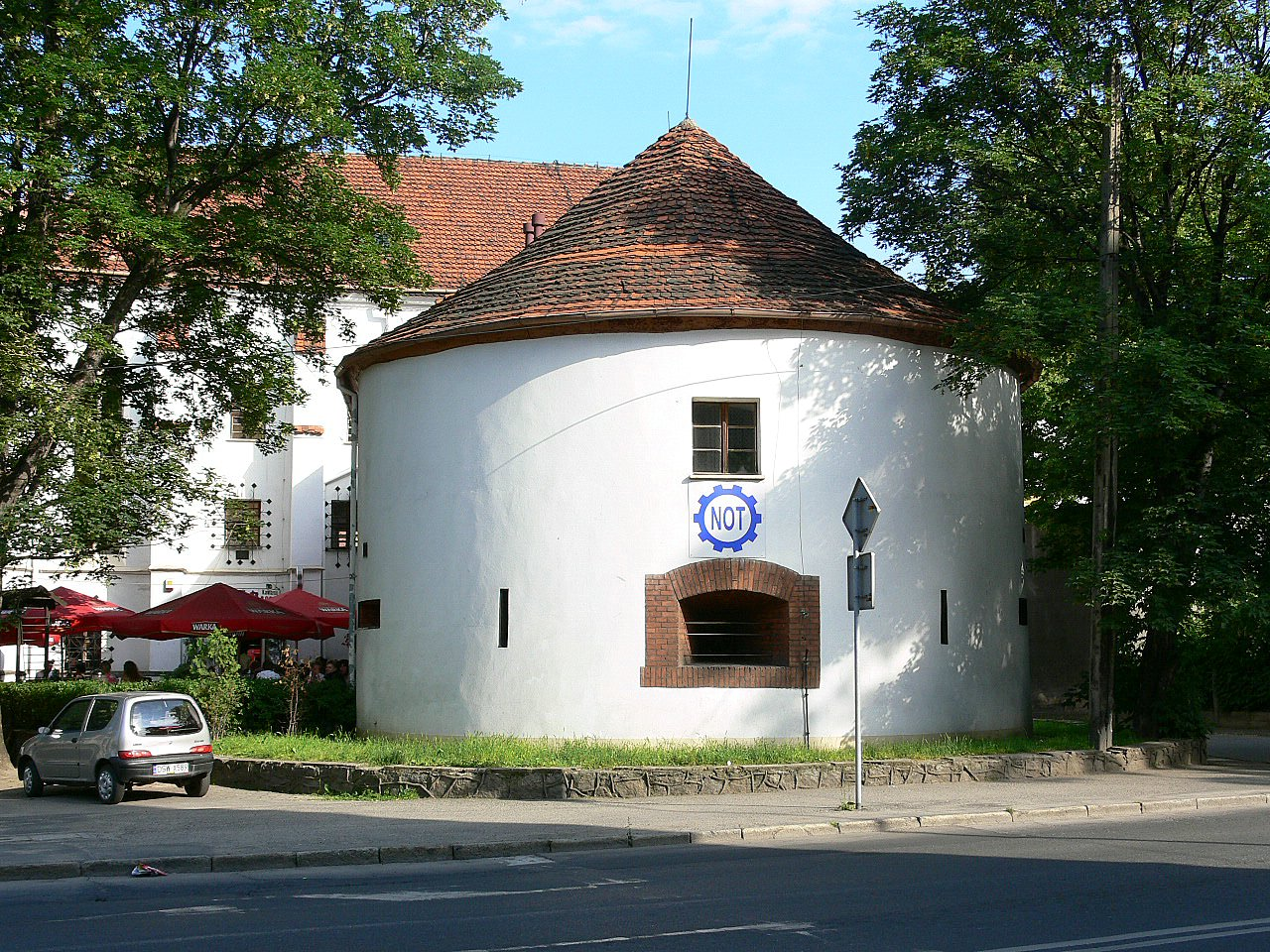
Baszta Strzegomska

### Zespół poklasztorny kapucynów
Zespół zabudowań znajduje się przy ul. Zamkowej. W skład zabudowań wchodzi klasztor, wybudowany w 1680 roku oraz kościół pw. św. Antoniego wybudowany w latach 1682-1688.

### Zespół poklasztorny urszulanek
Pierwotna siedziba sióstr urszulanek istniała w mieście już od 1700 roku. Klasztor posiadał swój własny kościół w latach 1714-1756. W tych latach otwarto także szkołę (1731-1734) oraz kaplicę przyklasztorną zwieńczoną wieżą, która powstała w 1763 roku. Przetrwały do dzisiaj kościół św. Józefa został wybudowany w latach 1754-1772 i został wkomponowany w miejską zabudowę. Kościół św. Józefa jest kościołem parafialnym od 1946 roku. Kościół modernizowano w 1961 roku, oraz w latach 1972-1974.

### Kolegiumpojezuickie
Mieści się przy pl. Kościelnym. Zostało wzniesione jako najmniejsze ze śląskich kolegiów. Jego budowa trwała w latach 1664-1667. Budynek został postawiony na planie litery T. Wewnątrz znajduje się barokowe wyposażenie. Obecnie w budynku dawnego kolegium mieści się plebania katedry, Świdnicka Kuria Biskupia, księgarnia katolicka oraz przychodnia Caritas. Na dziedzińcu ustawiona jest piaskowa kolumna św. Floriana, patrona strażaków postawiona w podzięce za ocalenie od spalenia kolegium podczas uderzenia piorunem w 1684 roku. Została ona gruntownie odnowiona w 300-lecie tego zdarzenia (1984)

### Konwiktpojezuicki
Mieści się przy ul. Spółdzielczej. Został wybudowany w latach 1714-1717. Jest to budynek w stylu barokowym. Od 1777 roku mieściła się tutaj szkoła. Gmach przebudowano w roku 1803. W latach 70. XX wieku budynek został niefortunnie przebudowany – został on pozbawiony mansardowego dachu, który wieńczył budynek. Obecnie mieści się tutaj Spółdzielnia Pracy.

### Pałac opatów cystersów krzeszowskich
Mieści się przy ul. Franciszkańskiej 18. Został wybudowany w latach 1723-1724. Jest to budynek w stylu barokowym, z wewnętrznym dziedzińcem ozdobionym detalami architektonicznymi w postaci wazonów i ślimacznic. Pałac został zarekwirowany w 1741 roku przez Prusy i pełnił funkcję siedziby komendanta twierdzy świdnickiej. Po kasacji zakonu w 1810 roku pałac odgrywał rolę arsenału a od 1918 był siedzibą urzędu podatkowego. Obecnie w gruntownie wyremontowanym pałacu mieści się Miejska Biblioteka Publiczna.

## Inne
Oprócz wyżej wymienionych zabytków w Świdnicy istnieją jeszcze relikty minionych lat które często udaje nam się przeoczyć.

### Zespół zabytkowych rzeźb w Rynku
Oprócz rzeźb zdobiących kamienice mieszczańskie i ratusz istnieją jeszcze zabytkowe fontanny miejskie oraz kolumna znajdujące się na Rynku świdnickim. Rzeźby te zdobią cztery fontanny miejskie stojące w narożnikach rynku. Fontanna w narożniku skąd wybiega ul. Kotlarska jest dłuta L. Webera i przedstawia Atlasa. Pochodzi z 1716 roku, a restaurację przeszła w 1932 roku. Druga fontanna Neptuna, dłuta tego samego rzeźbiarza, przedstawiająca Neptuna stoi u wylotu ul. Grodzkiej. Basen fontanny otaczają płyty z herbami: Świdnicy, Jana von Schaffgotsch, Austro-Węgier (podwójny orzeł), księstwa świdnicko-jaworskiego (orzeł) oraz Królestwa Czech (lew). Pochodzi ona z 1732 r. W Kolejne dwie, nieco skromniejsze w dekoracji pochodzą z 1740 roku (róg ul. Pułaskiego) i 1744 roku przy wylocie ul. Długiej. W latach 1983–1988 przeprowadzono gruntowny remont wszystkich czterech studni. 
- W centralnej części rynku znajduje się kolumna św. Trójcy, postawiona staraniem ówczesnego starosty miasta Joachim von Sinzendorfa w roku 1693. Wykonana jest ona z czerwonego piaskowca. W założeniu miała ona symbolizować geometryczny środek średniowiecznego miasta.

### Kamienne krzyże
W Świdnicy jest pięć krzyży umiejscowionych na wolnym terenie oraz jeden znajdujący się w Muzeum Dawnego Kupiectwa, pochodzący ze wsi Bagieniec. Wśród tych pięciu jeden znajduje się na Placu św. Małgorzaty, naprzeciwko domu nr 6. Nie posiada ramion, a na nim widnieją słabo widoczne inicjały JT – Jakuba Thau. Krzyż ten pochodzi z 1347 roku (data widoczna na krzyżu). Dwa krzyże stoją przy polnej drodze do Tomkowej w bliskim sąsiedztwie wiaduktu kolejowego. Pozostałe dwa stoją: u zbiegu ulic Wałbrzyskiej i Pionierów Ziemi Świdnickiej oraz przy ulicy Westerplatte.

### Kamienie Graniczne Twierdzy Świdnickiej
Centrum dzisiejszej Świdnicy otoczone jest parkami. Tereny zielone okalające miasto powstały pod koniec XIX wieku w okresie zagospodarowania dawnych umocnień twierdzy świdnickiej. W świdnickim Parku Młodzieżowym w 1875 roku z inicjatywy podpułkownika Riebla wybudowano Belweder. W jej pobliżu jeszcze dzisiaj możemy zobaczyć pozostałości po dawnych umocnieniach (wały i fosy).
Najbardziej widocznymi reliktami pozostałymi po XVIII-wiecznych umocnieniach są zachowane do dzisiaj, niewysokie kamienne słupki, na których widnieją numery oraz inicjały FR. Oznaczają ona prawdopodobnie Fridericus Rex, czyli król Fryderyk, zleceniodawca budowy świdnickiej twierdzy. Kamienie te spotkać można na terenie Parku Młodzieżowego, jak i w okolicach ul. Ofiar Oświęcimskich.

## Pomniki przyrody
Nie tylko ludzie pozostawili po sobie ślad przeszłości. Przyroda również stworzyła dowody swej długiej obecności w mieście.
- topola czarna – znajduje się na rogu ulic Bokserskiej i Śląskiej
- kasztanowiec zwyczajny znajduje się na Placu Kościelnym
- platan klonolistny – znajduje się na rogu ulic Żeromskiego i Kotlarskiej.
- aleja lipowa i kasztanowa – znajdują się m.in. na Placu Pokoju oraz przy drodze prowadzącej na strzelnicę sportową czy cmentarz katolicki.